# Orašac
Orašac (italsky Valdinoce) je vesnice a přímořské letovisko v Chorvatsku v Dubrovnicko-neretvanské župě, spadající pod opčinu města Dubrovník. Nachází se asi 12 km severozápadně od Dubrovníku. V roce 2011 zde žilo celkem 631 obyvatel.
Vesnice je napojena na silnici D8. Sousedními vesnicemi jsou Mrčevo, Trsteno a Zaton.